# 23410 Vikuznetsov
23410 Vikuznetsov este un asteroid din centura principală de asteroizi.

## Descriere
23410 Vikuznetsov este un asteroid din centura principală de asteroizi. A fost descoperit pe 31 august 1978 la Observatorul de Astrofizică din Crimeea de Nikolai Cernîh. Asteroidul prezintă o orbită caracterizată de o semiaxă mare de 2,26 ua, o excentricitate de 0,25 și o înclinație de 3,9° în raport cu ecliptica.